# August Pape

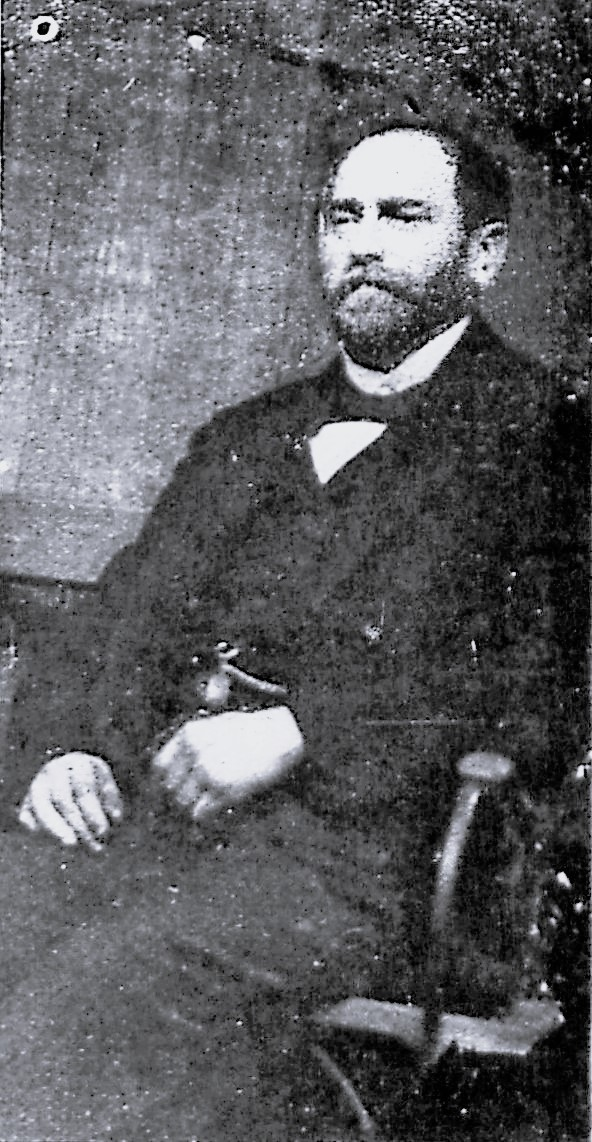
August Pape

Heinrich Eduard August Pape (* 20. Juli 1857 in Sarstedt; † 7. Dezember 1922 Lübeck) war ein Fabrikant sowie Abgeordneter der Lübecker Bürgerschaft.

## Leben

### Laufbahn
Nach langen Auslandsreisen kam Pape nach Lübeck. Gemeinsam mit seinem Freund Thies Miesner gründete er am 2. Januar 1884 in der Dornestraße 48-58 die Schmirgelfabrik „Miesner & Pape“. Am 13. Juni 1894 wurde Miesner in die Gewerbekammer, später auch in die Handelskammer gewählt. Miesner blieb bis zu seinem Tod 1928 in dem Unternehmen, löste aber 1902 seine dortige Teilhaberschaft auf. Pape, der nun Alleininhaber der Fabrik war, erweiterte das Unternehmen 1906 um eine Zweigfabrik in Lüneburg. Das Unternehmen breitete sich nicht nur deutschlandweit aus, sondern unterhielt so gut wie in Europa auch in allen übrigen Erdteilen Läger.
Friedrich, sein ältester Sohn, leitete die Zweigstelle in Lüneburg. Der lübeckische Fabrikationsbetrieb siedelte 1920 dorthin über.
Seit den 90er Jahren des 19. Jahrhunderts stand Pape in der vordersten Reihe des politischen und lokalpolitischen Lebens von Lübeck. Nahezu zeitgleich mit seiner Ansiedelung in Lübeck trat er in die von Eugen Richter gegründete Freisinnige Partei ein und wurde schon bald einer ihrer Führer.
Bei der Ergänzungswahl zur Bürgerschaft im III. Wahlbezirk (Marien Quartier und die Vorstadt St. Lorenz) vom 20. Juni 1893 wurde Pape erstmals aufgestellt jedoch noch nicht gewählt.
In Opposition gegen die Bestimmungen über den Erwerb des Bürgerrechts begründete Pape 1884 den sogenannten Bürgerrechtsverein. Auf der Wahlversammlung am 25. Juni 1895 wurde er, aufgestellt vom „Verein zur Förderung des Erwerbs des lübeckischen Bürgerrechtes“, als dessen Vorsitzender gewählt. Bis der Verein, der später überflüssig wurde, sich auflöste, bekleidete er das Amt.
Auf der Versammlung der Kaufmannschaft am 16. Juli 1897 brachte Pape den Antrag auf Einsetzung einer Kommission zur Vorberatung einer Umgestaltung der Kaufmanns- sowie der Geschäftsordnung ein. Sie sollte aus je sechs Mitgliedern der Handelskammer und der Kaufmannschaft bestehen. Der Antrag wurde angenommen und Suckau, Emil Possehl, Thiel, Pape, Stiller und Mangels als Kaufmannschaftsmitglieder in die Kommission gewählt.

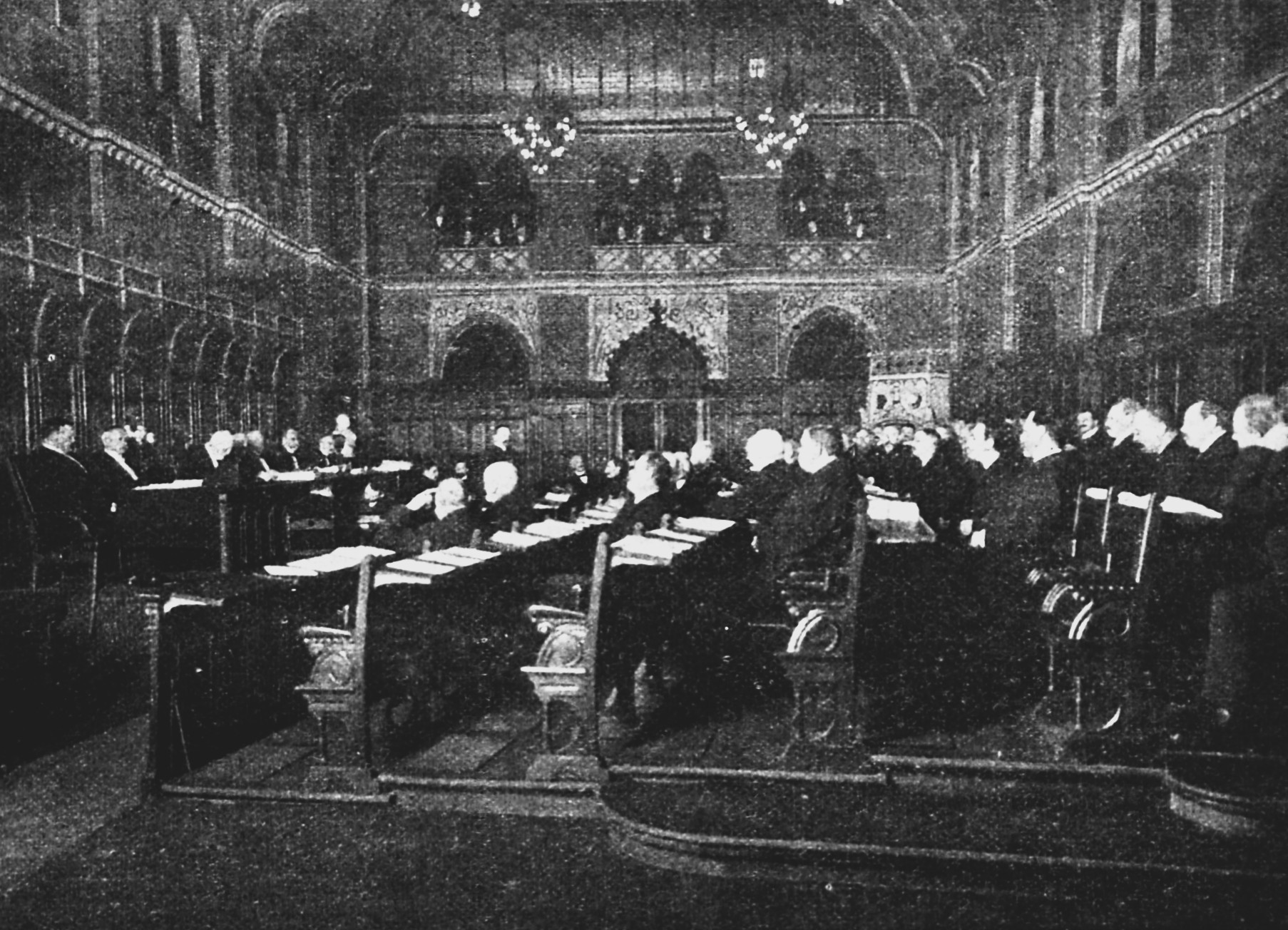
Bei den Sitzungen saßen auf den erhöhten Sitzen die Kommissare des Senats und die Wortführer

Bei der Ergänzungswahl im II. Wahlbezirk (Marien-Magdalenen Quartiers und der nordöstlichen Vorstadt St. Lorenz) am 20. Juni 1899 konnte Pape die meisten Stimmen auf sich vereinigen und wurde somit zum Bürgerschaftsmitglied gewählt.
Der Freisinnige Volkspartei (FVp) nominierte ihn 1903 erstmals als Kandidat für die Reichstagswahl. Wie auch bei den folgenden Reichstagswahlen vereinigte Pape eine achtbare Stimmenzahl auf sich. Diese ist aber nie hinreichend für den Einzug in den Reichstag gewesen.
Auf Grund des neuen am 9. August 1905 beschlossenen Wahlgesetzes mit der entsprechenden Verfassungsänderung wurde am 14. November auf dem Lande und am 17. in der Stadt die Erneuerung von einem Drittel der Bürgerschaft, bei der 40 Mitglieder neu zu wählen waren, vollzogen. Um die Zahl der Bürgerschaftsmitglieder nach dem Ausscheiden der seit 1899 Gewählten auf 80 zu erhalten, ist die Auslosung von fünf Mitgliedern erforderlich gewesen. Bei den nun vollzogenen Neuwahlen wurde Pape wieder gewählt.
Die Handelskammer schlug für die neuen Bauten am Kai die Gründung einer gemeinsamen Kommission von Kaufmannschaft und Handelskammer vor. Sie sollte zu gleichen Teilen aus Mitgliedern der Kammer und der Kaufmannschaft besetzt sein. Auf der Versammlung der Kaufmannschaft am 23. Juni 1904 wurde der Vorschlag angenommen und unter anderen Mitgliedern Pape, Ernst Stiller und Dimpker in die Kommission gewählt.
Am 8. Oktober 1904 wählte der Senat Pape zum Bürgerlichen Deputierten in der Vorsteherschaft des Allgemeinen Krankenhauses der Stadt als Nachfolger des aus dem Amt scheidenden H. Chr. Th. Erasmi.
Aus der FVp erwuchs 1918 die Demokratische Partei. Ihr gehörte Pape bis 1920 an und war für sie in der letzten Wahl gewählt worden. 1920 trat er aus und gründete mit Gesinnungsgenossen den „Bürgerbund“. Ohne Rücksicht auf sich oder andere Personen war Pape ein scharfer, teils sarkastischer, indes jedoch sachlicher Debatter. Er war stets bemüht, die von ihm als wichtig erachteten Volksrechte nach Kräften zu vertreten. Dies tat er jedoch zumeist aus der Opposition heraus. Durch seine überwiegend sachlichen Angriffe zog er sich manchen Gegenangriff zu. Diese wusste diese jedoch zu parieren. Um die Wende des Jahrhunderts ist er eine nicht zu übersehende Erscheinung im öffentlichen Leben der Stadt gewesen. Er war Mitglied im Bürgerausschuss sowie vielen Ausschüssen und Behörden.
Bis auf die letzte hatte Pape kaum je eine Bürgerschaftssitzung versäumt. Seit Monaten von einem schweren Lungenleiden geplagt, nahm er als von seiner Krankheit gezeichneter Mann an der vorletzten Sitzung teil. Trotzdem war er auch noch dort als Redner tätig.
Pape wurde am 11. Dezember im lübeckischen Krematorium auf dem Vorwerker Friedhof eingeäschert. Seine Söhne führten nach seinem Tode das Unternehmen fort.

### Familie
Pape hatte sich mit Ida, einer geborenen Fricke, verheiratet. Aus der Ehe gingen vier Kinder hervor. Bei seinem Tode hatte er schon fünf Enkel.